# GHV2 Remixed
GHV2 Remixed, позната и под називом GHV2 Remixed: The Best of 1991-2001 (срп. GHV2 Ремиксован: Најбоље из 1991-2001) је промо ремикс-компилација, која је издата децембра 2001. године од стране издавачке куће Maverick Records, како би промовисала њен други албум највећих хитова, GHV2. Није била доступна у продаји, већ је, као издање са малим тиражем, подељено у клубовима.

## Историја албума
Компилација садржи скоро све песме са албума GHV2 као ремиксе, осим Take A Bow, Don't Cry For Me Argentina и The Power Of Good-Bye. Албум је издат као дупли CD, или као троструки винил 12" сет. Садржи песме које су ремиксовали неки од најбољих и најтраженијих ремиксера у то време, међу којима су Victor Calderone, Junior Vasquez, BT, Sasha, Timo Maas и Hex Hector. На жалост многих Мадониних фанова, колекција је била крајње недоступна широј јавности, и није је било у радњама. Ипак, на многим фан сајтовима, колекција је "сакупљена" са ранијих издања, узимањем појединачних песама, па је могуће наћи је у целости на Интернету.
По први пут је, у унутрашњости буклета албума, Шеп Петибон записан као један од аутора песме Secret, што је до тада било непознато.
Компилација је садржала два јако ретка ремикса: први је Bedtime Story (Luscious Dub Mix), који се и раније могао наћи на неким издањима сингла, као и What It Feels Like For A Girl (That Kid Caligula 2001 Mix), који је до тада био недоступан.
Бутлег верзије овог албума садржале су и промотивни мегамикс компилације GHV2, под називом Thunderpuss GHV2 Megamix, као и један од његових ремикса Thunderpuss GHV2 Megamix (Johnny Rocks and Mac Quayle Club Version).

## Списак песама
Диск 1
1. – 9:51
2. – 6:55
3. – 9:27
4. – 7:56
5. – 11:17
6. – 4:50

Диск 2
1. – 7:39
2. – 9:30
3. – 10:12
4. – 7:40
5. – 7:58
6. – 8:50